# 傅利叶智能
傅利叶智能是一家总部位于中华人民共和国上海市的類人型機器人公司。
2015年，顾捷在上海浦東新區张江镇创立傅利叶智能。顾捷毕业于上海交通大学，曾任國家儀器销售主管。傅利叶智能以约瑟夫·傅立叶的名字命名。 起初企業主要研發康复机器人，2019年又開始涉足類人型機器人。2023年12月，中共中央總書記习近平在上海视察时來到傅利叶智能会见了該公司的高管。 